# Iporã do Oeste
Iporã do Oeste är en kommun i Brasilien.   Den ligger i delstaten Santa Catarina, i den södra delen av landet, 1 400 km söder om huvudstaden Brasília. Antalet invånare är 8 413.
I omgivningarna runt Iporã do Oeste växer huvudsakligen savannskog. Runt Iporã do Oeste är det ganska glesbefolkat, med 42 invånare per kvadratkilometer.